# António Cândido
Antonio Candido de Mello e Souza (Río de Janeiro, 24 de julio de 1918- São Paulo, 12 de mayo de 2017) fue un poeta, ensayista, profesor universitario y uno de los principales críticos literarios brasileños.
Fue profesor emérito de la Universidad de São Paulo (USP) y de la Universidad Estatal Paulista Julio de Mesquita Filho (UNESP). Fue doctor honoris causa de la Universidad Estatal de Campinas (UNICAMP) y de la Universidad de la República de Uruguay (2005).

## Estudios
Habiendo terminado los estudios secundarios en la ciudad de Poços de Caldas, Minas Gerais, Antonio Cándido ingresó en la recién fundada Universidad de São Paulo en 1937, simultáneamente, en las carreras de Ciencias Sociales y Derecho, pero no se tituló en esta última. En sus años de formación universitaria conoce a Décio de Almeida Prado, Paulo Emílio Salles Gomes, Florestan Fernandes, Lourival Gomes Machado, Alfredo Mesquita, Ruy Coelho y Gilda de Moraes Rocha —posteriormente llamada Gilda de Mello e Souza, sobrina de Mário de Andrade y su futura esposa— con los que funda la revista Clima, donde Antonio Cándido comienza a escribir sobre literatura.

## Política
En paralelo a sus actividades literarias, Cándido militó en el Partido Socialista Brasileño y participó en el Grupo Radical de Ação Popular, integrado también por Paulo Emílio Salles Gomes, Germinal Feijó, Paulo Zingg y Antônio Costa Correia, editando un periódico clandestino, de oposición al gobierno de Getúlio Vargas, llamado Resistência.

## Profesorado
En 1942 ingresó en el cuerpo docente de la Universidad de São Paulo (USP) como asistente del profesor Fernando de Azevedo, en la cátedra de Sociología II donde fue colega de Florestan Fernandes. A partir de 1943 pasó a colaborar con el periódico Folha da Manhã, escribiendo diversos artículos y reseñando los primeros libros de João Cabral de Melo Neto y Clarice Lispector.
En 1945 obtiene el título de libre docente con la tesis Introdução ao Método Crítico de Sílvio Romero y, en 1954, el grado de doctor en Ciencias Sociales con la tesis Parceiros do Rio Bonito, todavía hoy un marco en los estudios brasileños sobre sociedades tradicionales. Entre 1958 y 1960 fue profesor de literatura de Brasil en la Facultad de Filosofía de Assis, hoy integrada en la Universidad Estatal Paulista.
En 1961 regresó a la USP y, a partir de 1974, se convierte en profesor titular de Teoría Literaria y Literatura Comparada de la Faculdad de Filosofía, Letras y Ciencias Humanas (así denominada a partir de 1970) de la USP, siendo responsable de la formación de gran parte de la intelectualidad nacional, directa o indirectamente. Entre sus discípulos están Antônio Lázaro de Almeida Prado, Fernando Henrique Cardoso, Roberto Schwarz, Davi Arrigucci Jr., Walnice Nogueira Galvão, João Luiz Lafetá y Antônio Arnoni Prado.
Se incorporó en 1978 como profesor de posgrado, continuando con su actividad de crítico de la vida literaria y de la vida política de su país. Fue uno de los fundadores del Partido dos Trabalhadores. Recibió el Premio Camões en 1998.

## Vida personal
Se casó con Gilda de Mello e Souza, sobrina del escritor Mário de Andrade, de cuya obra hizo estudios, especialmente en O Tupi e o Alaúde, y fue profesora de Estética en el Departamento de Filosofía de la Universidad de São Paulo. 

## Muerte
Candido murió el 12 de mayo de 2017 en São Paulo.

## Principales obras
- Introdução ao Método Crítico de Sílvio Romero, 1945.
- Formação da Literatura Brasileira - Momentos Decisivos, 1957.
- Ficção e Confissão, 1956.
- O Observador Literário, 1959.
- Presença da Literatura Brasileira, 1964, en colaboración con J. Aderaldo Castello.
- Tese e Antitese, 1964.
- Parceiros do Rio Bonito, 1964.
- A Educação pela Noite e Outros Ensaios, 1987.
- O Discurso e a Cidade, 1993.

## Obras sobre Antonio Cândido
- Raúl Antelo, Antonio Candido y los Estudios Latinoamericanos, Instituto Internacional de Literatura Ibero-Americana de la Universidad de Pittsburgh, 2002.
- Heloisa Pontes, Destinos Mistos, Companhia das Letras, 1998.
- Flávio Aguiar (org.), Antonio Candido: pensamento e militância, Fundación Perseu Abramo y Humanitas FFLCH/USP, 1999.
- Celso Lafer (org.), Esboço de Figura, São Paulo, Duas Cidades, 1979.
- Roberto Schwarz, Pressupostos, salvo engano, de Dialética da malandragem, en: Que Horas São? , São Paulo, Companhia das Letras, 1989.
- Roberto Schwarz, Sequências Brasileiras, São Paulo, Companhia das Letras, 1999.
- Paulo Eduardo Arantes, Sentimento da Dialética, Río de Janeiro, Paz e Terra, 1992.

## Premios
- 1965, Premio Jabuti.
- 1993, Premio Machado de Assis.
- 1998, Premio Camões.
- 2005, Premio Internacional Alfonso Reyes.